# Bisu T5

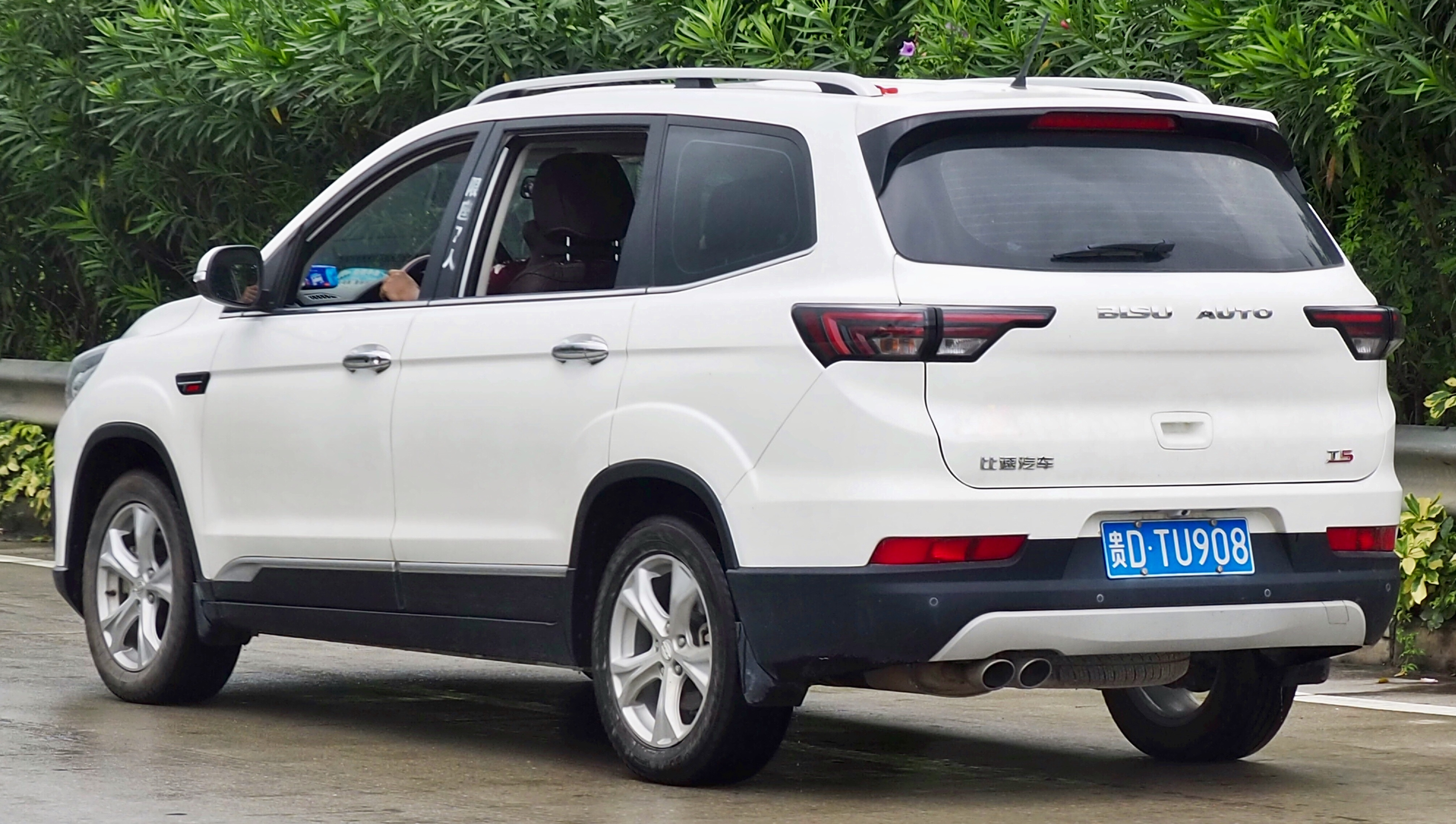
Вид сзади

Bisu T5 — семиместный среднеразмерный кроссовер, выпускавшийся подразделением Bisu Auto автомобильной корпорации Chongqing Bisu, которая тесно связана с Beiqi-Yinxiang — совместным предприятием Beijing Auto (Beiqi) и Yinxiang Group.

## Описание
Bisu T5 дебютировал в 2017 году на Шанхайском автосалоне. После Bisu M3 и Bisu T3, это третья модель под брендом Bisu. Автомобиль базировался на той же платформе, что и минивэн Huansu H5. Ценовой диапазон варьировался от 72900 до 104900 юаней.

## Технические характеристики
Bisu T5 оснащался 1,5-литровым турбодвигателем мощностью 147 л. с. Коробка передач — пятиступенчатая автоматическая или шестиступенчатая механическая.

## Продажи
| Год  | Продано |
| ---- | ------- |
| 2017 | 24,946  |
| 2018 | 22,189  |
| 2019 | 3,622   |
| 2020 | 97      |